# Григорович И-1
И-1 «истребитель первый» («истребитель Либерти 400 лошадиных сил» ИЛ-400) — первый в СССР истребитель собственной конструкции, созданный российским и советским авиационным конструктором Дмитрием Павловичем Григоровичем под двигатель «Либерти» мощностью в 400 л. с. по заказу Военно-воздушных сил РККА. Прототип И-1 на летных испытаниях не достиг требуемых тактико-технических характеристик и подвергся глубокой модификации. Григорович создал новый самолет, которому был присвоен индекс «истребитель второй» И-2. После глубокой модификации новый самолет истребитель-моноплан Григоровича «истребитель второй бис» И-2 бис принят на вооружение ВВС РККА и запущен в серийное производство. Всего в серии выпущено 211 боевых машин различных модификаций.

### Истребитель Григоровича И-1. История создания
Одноместный истребитель схемы моноплан разработан и построен Д. П. Григоровичем в рамках задания Военно-воздушных сил РККА на первый советский истребитель с двигателем водяного охлаждения «Либерти» мощностью в 400 л. с.
Прототип выпущен в конце января 1924 года.
Серийные самолеты получили индекс И-1-М5, так как оснащались двигателем М-5 — советским лицензионным вариантом мотора «Либерти»).
Планер представлял собой смешанную дерево-полотняную конструкцию, двигатель был полностью закрыт обтекаемым дюралюминиевым капотом. система водяного охлаждения была установлена между стоек шасси.
Самолет имел деревянный двухлопастной винт фиксированного шага, открытую кабину летчика, неубирающееся в полете шасси и костыль в хвостовой части.
Было изготовлено 18 истребителей И-1-М-5 в малой серии.
При испытаниях самолета И-1 весной 1924 выяснилось, что кроме проблем с охлаждением двигателя, машина не удовлетворяет требованиям в отношении скороподъёмности и довольно неустойчива в полете. Максимальная скорость И-1 мала — всего 230 км/ч, что меньше, чем у одноместных бипланов-истребителей, состоящих на вооружении Англии, Голландии, Польши, Франции и других капиталистических стран Европы — вероятных противников СССР. В 1927 году было принято решение, что самолет опасен для полетов и истребитель Григоровича И-1 снят с вооружения.
Так как потребность в новом истребителе собственной конструкции в СССР была весьма велика, Дмитрию Григоровичу было предложено создать новый самолет того же типа — одномоторный одноместный истребитель-биплан с неубирающимися в полете шасси, открытой кабиной и вооружением, позволяющим поражать самолеты противника в передней полусфере.

### Истребители Григоровича И-2 и И-2 бис
Прототип истребителя И-1 подвергся глубокой модернизации. В результате авиаконструктор Дмитрий Григорович, отказавшись от первоначального проекта, создал новый самолет, получивший название «истребитель второй» Григоровича И-2. Новый самолет И-2 в полетных испытаниях также показал неудовлетворительные тактико-технические характеристики. По результатам испытаний прототипа И-2 было принято решение подвергнуть самолет глубокой модернизации.
Переработанная версия боевой машины И-2, под названием «истребитель второй бис» Григоровича И-2 бис в испытательных полетах показала приемлемые для эксплуатации в ВВС тактико-технические характеристики.
Истребитель Григоровича И-2 бис как первый истребитель собственной конструкции в СССР принят на вооружение строевых частей ВВС РККА и строился серийно на двух заводах в Ленинграде и Москве.
Одноместный одномоторный истребитель-биплан И-2 бис с неубирающимся шасси был выпущен серией 211 машин различных незначительных модификаций.

## Техническое описание истребителей И-2 и И-2 бис.[3]
Самолеты представляли собой классические одномоторные бипланы с крыльями одинакового размаха смешанной конструкции. Экипаж один человек.
- Крыло — деревянное двухлонжеронное, элероны расположены на нижнем крыле. Обшивка крыльев И-2 из фанеры с жесткой задней кромкой, на И-2 бис фанера от носка до первого лонжерона, а остальная часть полотняная. Задняя кромка выполнена из стальной проволоки. Верхний центроплан соединен с фюзеляжем стойками, изготовленными из профилированных стальных труб. Межкрыльевые Х-образные стойки клепанные дюралевые. Бипланая коробка усилена расчалками.
- Фюзеляж — овального сечения смешанной конструкции, в носовой части цельнометаллический, а начиная от кабины пилота деревянный, выклеенный из шпона на специальной болванке и одетый на каркас. Кабина пилота открытая. Впереди кабины в центральной части фюзеляжа был расположен основной топливный бак емкостью 200 л.
- Хвостовое оперение — силовой набор дюралевый, обшивка полотняная. У И-2 законцовки рулей высоты прямые, у И-2 бис закругленные.
- Шасси — пирамидальной схемы имело опоры из стальных профилированных труб. Амортизация резиновые жгуты диаметром 16 мм. Узлы крепления шасси к самолету выполнены виде шаровых опор.
- Силовая установка — двигатель водяного охлаждения М-5 мощностью 400 л. с. На самолётах И-2 и И-2 бис использовались различные варианты капота. В верхней части капота располагался воздухозаборник, через который воздух поступал к двум карбюраторам. Перед воздухосборником карбюраторов, в развале блока цилиндров был размещен расширительный бачок системы охлаждения двигателя. Основной объем топлива располагался в баке в центральной части фюзеляжа, а в центроплане верхнего крыла находился расходный топливный бак.
- Вооружение — Два синхронных пулемета калибра 7,62 мм с запасом по 500 патронов на каждый. На И −2 стрельба велась поверх капота двигателя, поэтому пулеметы выступали за контур фюзеляжа. На И-2 бис пулеметы были частично спрятаны внутри фюзеляжа.

## Тактико-технические характеристики
Источник данных: Шавров, 1985.

Технические характеристики
- Экипаж: 1
- Длина: 7,32 м
- Размах крыла: 10,8 м
- Высота:
- Площадь крыла: 26,8 м²
- Профиль крыла: Геттинген-436
- Масса топлива во внутренних баках: 220 кг
- Силовая установка: 1 × жидкостного охлаждения Либерти
- Мощность двигателей: 1 × 400 л. с. (1 × 298,3 кВт)
- Воздушный винт: деревянный, фиксированного шага

Лётные характеристики
- Максимальная скорость: 230 км/ч
- Посадочная скорость: 95 км/ч
- Практическая дальность: 600 км
- Продолжительность полёта: 2,5 ч
- Практический потолок: 6000 м

Вооружение
- Стрелково-пушечное: 2 х 7,62-мм пулемёта